# Thơ cụ thể

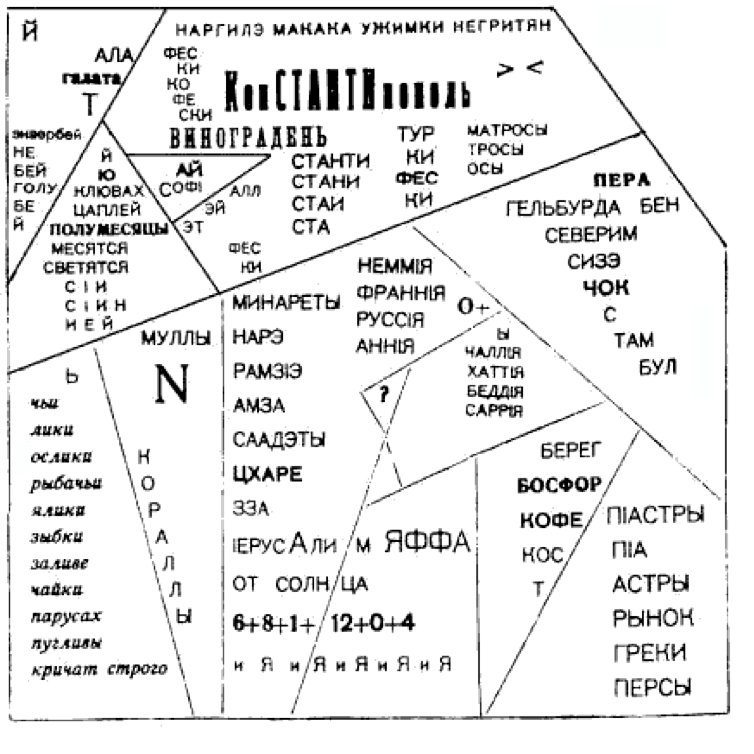
Bài thơ Constantinople của nhà thơ theo chủ nghĩa vị lai người Nga - Vasily Kamensky, in năm 1914

Thơ cụ thể hay thơ hình khối là sự sắp xếp của các thành phần ngôn ngữ trong đó nghệ thuật sắp đặt và kỹ thuật ghép chữ (typography) được đề cao hơn việc truyền đạt ý nghĩa của câu từ. Thơ cụ thể đôi khi được coi là một dạng của thơ thị giác.

## Ra đời và phát triển
Trước khi thuật ngữ "thơ cụ thể" xuất hiện, ý tưởng sắp xếp câu chữ để nâng cao tính nghệ thuật cũng như ý nghĩa bài thơ đã nảy sinh từ rất lâu. Thể thơ này từng phổ biến ở Alexandria, Ai Cập từ thế kỷ thứ 3 đến thế kỷ thứ 2 TCN. Một số tác phẩm thuộc nền văn học Hy Lạp cổ vẫn còn được lưu giữ đến ngày nay, trong số đó có thể kể đến như các bài thơ của Simmias of Rhodes trong hình dạng của quả trứng, đôi cánh, v.v...

## Thời kỳ hậu chiến

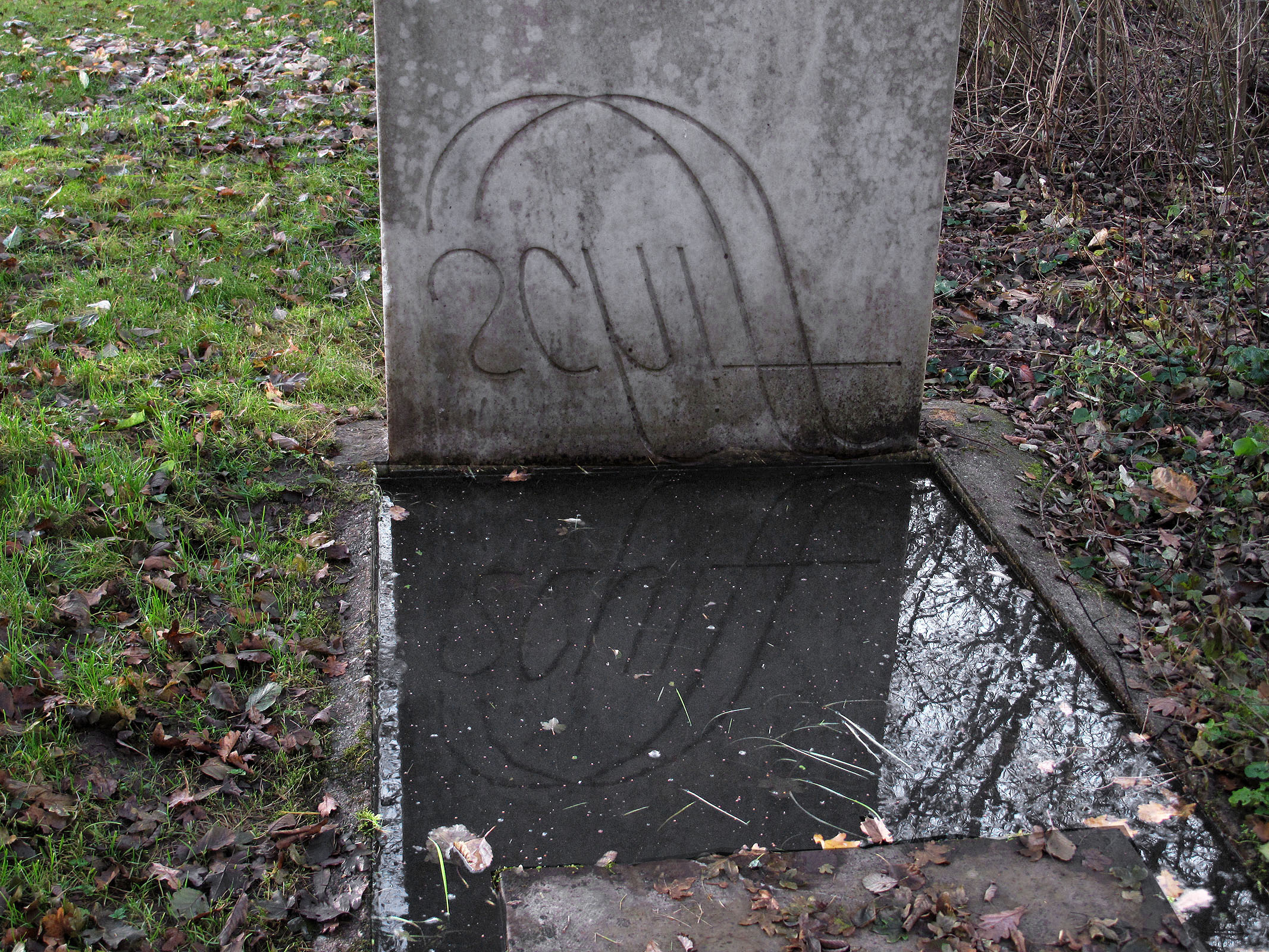
Tác phẩm điêu khắc của Ian Hamilton Finlay ở Stuttgart năm 1975. Từ schiff (con tàu) được khắc ngược và có thể nhìn thấy khi có sự phản chiếu hình ảnh trên mặt nước

Vào đầu những năm 1950, các nhà thơ ở São Paulo, Brasil đã bắt đầu sáng tác những bài thơ thuộc thể loại này. Trong khoảng từ năm 1956 đến 1957, hội này đã trình bày những công trình nghệ thuật của mình ở Triển lãm Quốc gia về Thơ cụ thể. Một vài tác giả nổi bật bao gồm Augusto de Campos, Décio Pignatari, Ronaldo Azeredo, v.v... Năm 1962, hội cho xuất bản tuyển tập thơ cụ thể đầu tiên, sự kiện này đánh dấu những bước phát triển mới của thơ cụ thể trong thời gian sau đó.